# Шум и ярость (фильм, 1959)
«Шум и ярость» (англ. The Sound and the Fury) — кинофильм режиссёра Мартина Ритта, вышедший на экраны в 1959 году. Вольная экранизация одноимённого романа Уильяма Фолкнера.

## Сюжет
Действие происходит в городке Джефферсон в штате Миссисипи, на Юге США. Здесь живёт обедневшая аристократическая семья Компсонов. Члены её несут на себе печать деградации и загнивания: алкоголик Говард, его умственно отсталый брат Бен, их легкомысленная сестра Кэдди, сбежавшая много лет назад и по ходу повествования возвращающаяся домой, супруга покойного отца семейства Каролина, даже не желающая выходить из комнаты. Единственным, кто пытается поддерживать порядок и достаток в доме, является сын Каролины от другого брака Джейсон, которого многие члены семьи не признают своим. Джейсон пытается воспитывать 17-летнюю дочь Кэдди Квентин, которую тяготит как затхлая атмосфера дома Компсонов, так и строгость сводного дяди. Она начинает задумываться о том, чтобы найти молодого человека и сбежать...

## В ролях
- Юл Бриннер — Джейсон Компсон
- Джоан Вудвард — Квентин Компсон
- Маргарет Лейтон — Кэдди Компсон
- Стюарт Уитман — Чарли Буш
- Этель Уотерс — Дилси
- Джек Уорден — Бен Компсон
- Франсуаза Розе — миссис Каролина Компсон
- Джон Бил — Говард Компсон
- Альберт Деккер — Эрл Сноупс
- Стивен Перри — Ластер
- Билл Ганн — Ти-Пи
- Рой Гленн — Джоб
- Эстер Дейл — миссис Мод Мэнсфилд (в титрах не указана)